# Son (meunerie)
Pour les articles homonymes, voir Son.
Ne doit pas être confondu avec Balle (céréale).
 (janvier 2019).
Si vous disposez d'ouvrages ou d'articles de référence ou si vous connaissez des sites web de qualité traitant du thème abordé ici, merci de compléter l'article en donnant les références utiles à sa vérifiabilité et en les liant à la section « Notes et références ».

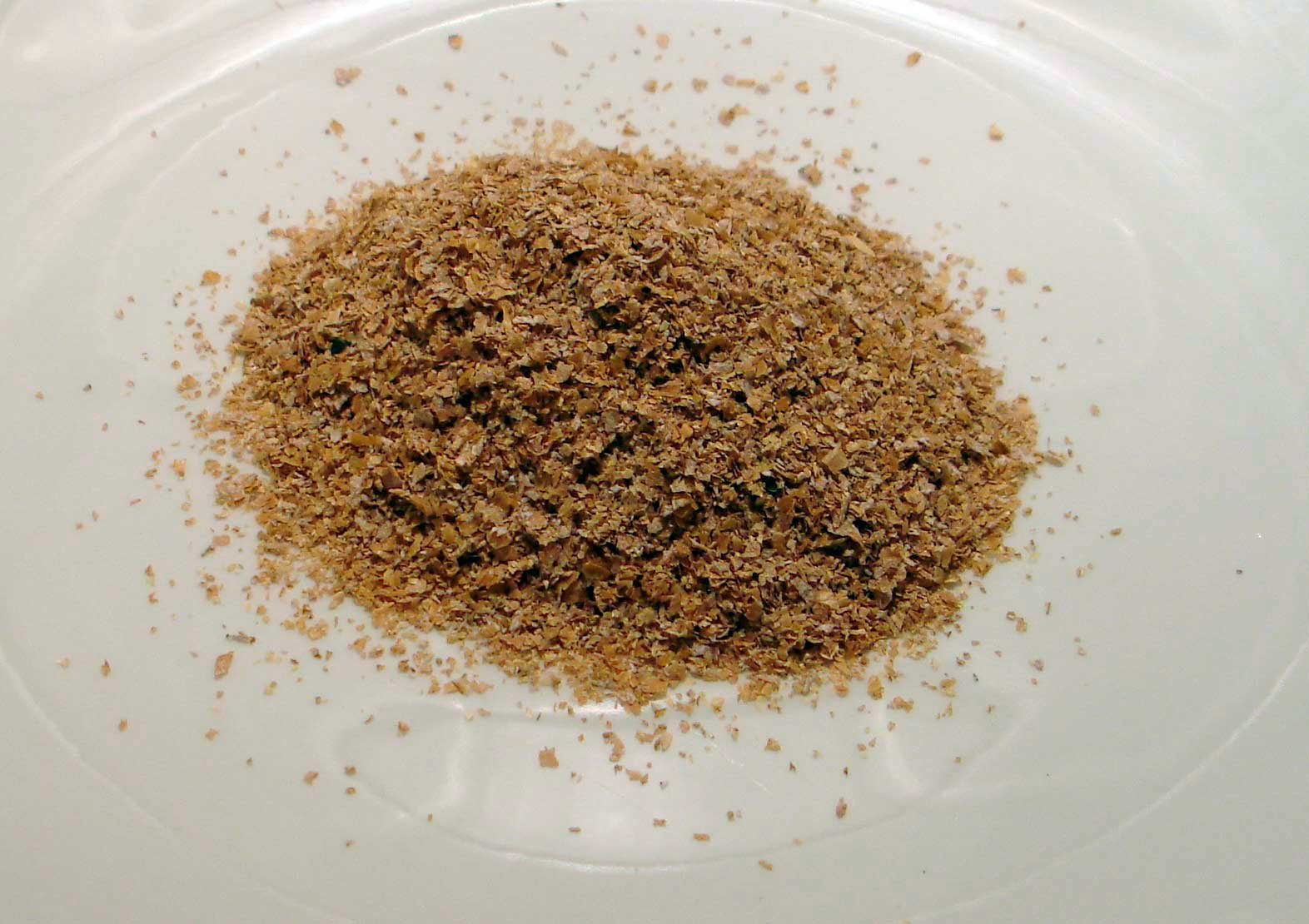
Son de blé. Le son est riche en fibres alimentaires.

Anatomie d'un grain de riz :
1. Balle.
2. Son.
3. Résidu de son.
4. Germe.
5. Albumen.

Le son est un coproduit constitué par les enveloppes du caryopse des céréales après séparation de l'amande.

## Production et composition
En meunerie, le son représente l'essentiel des « issues », c'est-à-dire des résidus obtenus après séparation de la farine par tamisage ou blutage. En général, le taux de blutage est de 25 %, c'est-à-dire qu'à partir de 100 kg de blé, on obtient 25 kg d'issues, son et remoulage, et 75 kg de farine blanche.
Le son est constitué par les couches externes fibreuses du grain et par une grande partie de la couche à aleurone sous-jacente. Le son contient notamment des constituants cellulosiques (fibres alimentaires), des protéines, des sels minéraux, de l'acide phytique, des acides gras (huiles) et des vitamines.

## Utilisation

### Alimentation humaine
Il entre dans la composition du pain au son, obtenu par ajout de son à la farine blanche. 
Il est conseillé aux personnes ayant des troubles digestifs ainsi que dans le cadre de régimes amaigrissants pouvant les générer. Le son est aussi un ingrédient de céréales de petit déjeuner.
Le son de blé est utilisé dans la confection du borş acru (soupe acide), consommé dans les Balkans.
Solvay utilise l'acide férulique issu de son de riz pour produire de la vanilline.
La consommation quotidienne recommandée est de 10 g de fibres de son de blé (20 g de son de blé)

### Alimentation animale
Sa valeur nutritive le fait employer pour la fabrication des aliments concentrés pour les ruminants, porcs et volailles. Il est, du fait de sa haute teneur en fibres alimentaires, bénéfique pour la digestion des canidés.

### Historique
Au Moyen Âge existait le droit de brenage qui consistait en l'obligation pour les vassaux et tenanciers d'un domaine seigneurial d'héberger et nourrir les chiens du seigneur avec du son lors de ses chasses.
Le son était un aliment très peu apprécié au XVIIIe siècle. D'après J.-C. Valmont de Bomare : « Quoique le son soit la partie la plus maigre du froment, cependant on s'en sert pour nourrir les animaux. Dans les années où la récolte n'a pas été abondante, on ne sépare pas quelquefois le son de la farine, & les pauvres se contentent du pain fait avec cette farine, qui est beaucoup plus lourde & moins nourrissante. »